# 三乙基硼氢化钠
三乙基硼氢化钠是一种有机硼化合物，化学式为NaBH(C2H5)3。它可由三乙基硼和氢化钠在苯中反应得到。它和干燥的乙烯加压反应，可以得到四乙基硼酸钠；和丙炔反应，得到三乙基丙炔基硼酸钠。它可以将Fe2(NO)4(SR)2还原为Na2[Fe2(NO)4(SR)2]（R=Me, Et, tBu）。